# El Zapote Grande
El Zapote Grande är en ort i Mexiko.   Den ligger i kommunen Tiquicheo de Nicolás Romero och delstaten Michoacán de Ocampo, i den södra delen av landet, 180 km väster om huvudstaden Mexico City. El Zapote Grande ligger 643 meter över havet och antalet invånare är 244.
Terrängen runt El Zapote Grande är kuperad. Runt El Zapote Grande är det glesbefolkat, med 15 invånare per kvadratkilometer. Närmaste större samhälle är Purungueo, 17,5 km söder om El Zapote Grande. I omgivningarna runt El Zapote Grande växer huvudsakligen savannskog.